# Kat Bjelland
Katherine Lynne "Kat" Bjelland, född 9 december 1963 i Salem, Oregon, är en amerikansk rockmusiker. Bjelland var sångare och gitarrist i bandet Babes in Toyland. Hon är också sångerska och grundare av gruppen Katastrophy Wife. I början av sin karriär i Babes in Toyland hade hon en babydoll-look, kompletterad med rött läppstift och rosa klänningar, vilket var en stor kontrast mot Bjellands högljudda, dramatiska och kraftfulla röst.

## Biografi

### Barndom
Bjelland förknippas med musikscenen i Minneapolis, men föddes i Salem, Oregon och växte upp i den närliggande staden Woodburn, Oregon.
Hon gick på Woodburn High School. Det var i tonåren som Bjelland blev intresserad av musik. Hennes morbror lärde henne att spela gitarr och hennes första framträdande var på en liten bar i Woodburn som hette Flight 99.

### Den tidiga karriären
Kort efter att hon gått ut från high school i början av 1980-talet flyttade Bjelland till Portland, Oregon, där hon grundade många band, först The Neurotics och sedan ett all-female-band som hette The Venarays, som Bjelland har beskrivit som "rock med en vibb av sextiotalet": "Efter The Neurotics fick jag ihop ett band med mina bästa vänner, så det var ett all-girl-band. Vi hette The Venarays. Namnet kommer från ordet venary som faktiskt betyder att vara ute och jaga efter sex! Vi började med bandet som ett sätt att ha kul med varandra." 
Efter att ha slutat i The Venarays grundade Bjelland ett band med en ny vän, Courtney Love, och basisten Jennifer Finch. Love gick vidare för att grunda bandet Hole, medan Finch blev en del av bandet L7. Bandet gick under flera namn som Sufar Babydoll, Sugar Babylon och Sugar Bunnyfarm. 
Omkring 1985 grundade Bjelland och Love ett band i San Francisco som gick under namnet Pagan Babies med Deidre Schletter på trummor och Janis Tanaka (senare i Stone Fox, L7), och med sångerskan Pink på basgitarr. När Love hoppade av bandet bytte de namn till Italian WhoreNuns.
Demoversioner av låtar som Bjelland och Love arbetade på tillsammans, exempelvis Best Sunday Dress, som senare spelades av Hole på olika framträdanden, finns tillgängliga på olika Hole-fansidor.

### Babes in Toyland

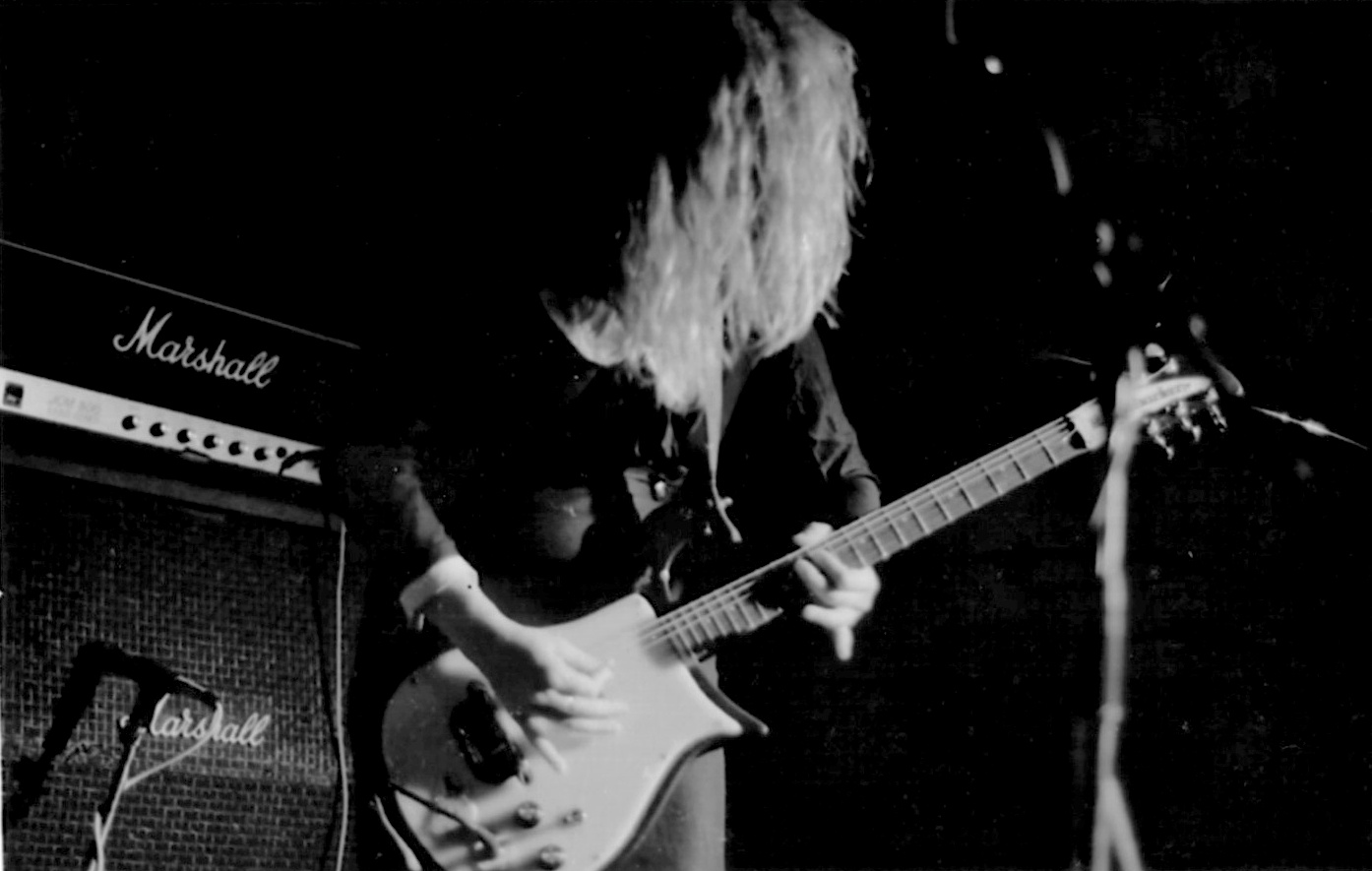
Bjelland uppträder med Babes in Toyland i Paris 1991

I mitten av 1980-talet flyttade Bjelland från Portland till Minneapolis där hon grundade bandet Babes In Toyland och hon blev bandets sångerska, gitarrist och frontfigur. Babes in Toyland fick en liten succé i början av 1990-talet. Deras debutsingel med Treehouse Records ("Dust Cake Boy" b/w "Spit to See the Shine") blev en direkt succé. Bjellands feministiska inställning gjorde att hon snabbt blev en feministisk ikon. Riot grrrl-band som Bikini Kill, Bratmobile och Sleater-Kinney har alla framhållit Bjelland som huvudinfluens, medan mindre politiska band som Jack Off Jill, 7 Year Bitch och Fluffy också har uppgett Bjelland och Babes in Toyland som en stor inspirationskälla.

### Crunt
Tidigare under 1993 hade Bjelland startat ett sidprojekt med sin nya make Stuart Gray (även kallad Stu Spasm, tidigare i Lubricated Goat) som kallades Crunt. Bjelland spelade elbas och Gray spelade gitarr, Russell Simins spelade trummor. I februari 1994 släppte bandet en debutplatta, tillsammans med sin första singel, "Swine". Ett tag talades det om att Crunt skulle ersätta Babes in Toyland som Bjellands huvudprojekt, men när Bjelland och Gray skildes som par i januari 1995, splittrades Crunt.

### Courtney Love och Kinderwhore
Courtney Love och Bjelland har haft en långt och komplex vänskap. 1992 anklagade Bjelland Love för att ha stulit Kinderwhore-looken, som innebar babydollklänningar och feminina kläder med rött läpptift, medan Love anklagade Bjelland för samma sak.
Relationen mellan Bjelland och Love har med tiden förbättrats. Bjelland samarbetade med Love på låten "I Think That I Would Die" på Holes andra album Live Through This. I en nyligen gjord intervju frågades Bjelland om låten "Bruise Violet" skrevs om Courtney Love, eftersom en av Holes hits hette "Violet". Hennes svar var nej, och att "Violet" var en musa som både hon och Love skrev om.
1996 var Bjelland och Love med i Lisa Amprians feministpunkdokumentär, Not Bad for a Girl.

### Katastrophy Wife och nuvarande projekt
I slutet av 1990-talet startade Bjelland ett band som heter Katastrophy Wife. Bandet turnerade på olika festivaler som Ladyfest, världen runt. Katastrophy Wife har hittills släppt två signade album, Amusia och All Kneel, och snart släpps också en ny singel, Heart On på det australienska skivbolaget Rish. Bjelland har också gjort soundtracks.
Hon producerade albumet The Seven Year Itch för bandet Angelica som släpptes 2002.
2007 släpptes Katastrophy Wifes EP "Heart-On" som skulle följas upp av ett album med den förmodade titeln Pregnant. Albumet var först planerat att släppas 2008 men har än i dag (2015) inte släppts.

## Diskografi
Studioalbum med Babes in Toyland
- Spanking Machine (1990)
- Fontanelle (1992)
- Nemesisters (1995)

Studioalbum med Crunt
- Crunt (1994)

Studioalbum med Katastrophy Wife
- Amusia (2001)
- All Kneel (2004)